# Chuột đầu bếp
Chuột đầu bếp (tựa gốc tiếng Anh: Ratatouille) là một bộ phim điện ảnh hoạt hình máy tính hài hước của Mỹ năm 2007 do Pixar sản xuất và hãng Buena Vista Pictures Distribution chịu trách nhiệm phân phối. Đây là phim điện ảnh thứ tám do Pixar sản xuất, đồng thời phim do Brad Bird đạo diễn kiêm đồng biên kịch, sau khi anh thay thế Jan Pinkava vào năm 2005. Tựa đề phim liên hệ đến một món ăn của Pháp mang tên "Ratatouille" được phục vụ ở cuối phim và cũng là một phép chơi chữ về xuất thân của nhân vật chính. Phim có sự tham gia lồng tiếng của Patton Oswalt vai Remy, một chú chuột có dáng hình người đam mê nấu ăn; Lou Romano vai Linguini, một chàng trai trẻ dọn bếp kết bạn với Remy; Ian Holm vai Skinner, bếp trưởng trong nhà hàng của Auguste Gusteau; Janeane Garofalo vai Collete, đầu bếp phụ trách chế biến các món quay và nướng (rôtisseur) tại nhà hàng của Gusteau; Peter O'Toole vai Anton Ego, một nhà phê bình ẩm thực; Brian Dennehy vai Django, cha của Remy và thủ lĩnh của thị tộc chuột; Peter Sohn vai Emile, anh trai của Remy và Brad Garrett vai Auguste Gusteau, một đầu bếp giỏi vừa qua đời. Nội dung kể về một chú chuột tên Remy mơ ước trở thành một đầu bếp và cố gắng thực hiện mục tiêu của mình bằng cách hợp tác với một chàng trai dọn bếp trẻ tại một nhà hàng ở Paris.
Quá trình phát triển của Chuột đầu bếp bắt đầu vào năm 2000 khi Pinkava viết những khái niệm gốc về phim. Năm 2005, Bird được bổ nhiệm làm đạo diễn phim và chỉnh sửa cốt truyện. Bird và một số thành viên trong ê-kíp làm phim còn đến thăm Paris để lấy cảm hứng. Nhằm tạo ra hình ảnh hoạt họa đồ ăn sử dụng trong phim, đoàn làm phim đã tham khảo ý kiến của các đầu bếp từ cả Hoa Kỳ và Pháp. Bird cũng tham gia thực tập tại nhà hàng The French Laundry của Thomas Keller, nơi Keller phát triển món ăn Confit byaldi được sử dụng trong phim.
Ngày 22 tháng 6 năm 2007, Chuột đầu bếp ra mắt tại Kodak Theatre ở Los Angeles, California, với lịch phát hành chung là ngày 29 tháng 6 năm 2007 tại Hoa Kỳ. Tác phẩm thu về 623,7 triệu USD tiền doanh thu phòng vé và nhận phản hồi phê bình tích cực. Bộ phim giành giải Oscar cho phim hoạt hình hay nhất và được bình chọn là một trong 100 phim điện ảnh vĩ đại nhất của thế kỷ 21 theo cuộc bầu chọn của các nhà phê bình quốc tế năm 2016 do BBC tiến hành.

## Cốt truyện
Remy là một chú chuột nhân cách hóa có năng khiếu thiên bẩm, khứu giác và vị giác phát triển cực nhạy. Được truyền cảm hứng bởi thần tượng, bếp trưởng vừa qua đời Auguste Gusteau, Remy mơ trở thành một đầu bếp. Khi đàn của cậu bị buộc phải rời khỏi chỗ trú ẩn do bị bà chủ nhà phát hiện, Remy bị tách khỏi đàn và cuối cùng lưu lạc đến đường cống của thành phố Paris. Cậu gặp ảo giác linh hồn của Gusteau và nghe lời khuyên của ông ra ngoài quan sát xung quanh, cuối cùng dừng lại ở cửa sổ trên mái nhà nhìn xuống nhà bếp của nhà hàng Gusteau.
Cũng vào lúc đó, Alfredo Linguini được Skinner, chủ nhân tạm thời của nhà hàng và cựu bếp phó của Gusteau, nhận vào làm công việc dọn dẹp. Khi Linguini làm đổ nồi súp và cố gắng nấu lại nhưng thất bại thảm hại, Remy rơi vào bên trong nhà bếp và nấu món súp một cách hoàn hảo thay vì chạy trốn. Linguini bắt được Remy và đánh lạc hướng bếp trưởng khỏi chú chuột, bị Skinner rầy la. Khi họ đang tranh cãi, món súp vô tình được mang ra phục vụ khách và thành công lớn. Colette Tatou, đầu bếp nữ duy nhất, thuyết phục Skinner không đuổi việc Linguini - bị lầm nhận là người đã nấu món súp. Linguini phát hiện Remy rất thông minh và hiểu được tiếng người nên mang Remy về nhà.
Remy và Linguini tìm được cách vượt qua rào cản giao tiếp ngôn ngữ: Remy có thể điều khiển Linguini như một con rối bằng cách kéo tóc anh. Trốn dưới chiếc mũ đầu bếp, Remy giúp Linguini chứng tỏ kỹ thuật nấu nướng của anh với Skinner. Sau đó, Skinner phân công Colette huấn luyện anh đầu bếp mới công việc nấu nướng chuyên nghiệp ở nhà hàng.
Trong khi còn nghi ngờ tài năng vừa phát hiện ở Linguini, Skinner phát hiện anh chàng là con trai của Gusteau và là người thừa kế hợp pháp của nhà hàng. Remy tình cờ tìm thấy các giấy tờ chứng minh ở bàn làm việc của Skinner và sau khi thoát khỏi sự truy đuổi của Skinner, đem về cho Linguini, Skinner bị tước quyền sở hữu và bị đuổi khỏi nhà hàng. Nhà hàng tiếp tục phát triển thịnh vượng, và Remy đã vô tình tạo nên tình yêu nảy nở giữa Linguini và Colette, điều mà đã khiến chính cậu cảm thấy bị bỏ rơi.
Nhà phê bình ẩm thực hàng đầu của Pháp Anton Ego – mà bài phê bình trước đây của ông tước đi một sao của nhà hàng, kéo theo đó là cái chết của bếp trưởng Gusteau và một sao nữa bị mất – thông báo rằng ông sẽ tới đánh giá lại nhà hàng vào đêm tới. Sau một cuộc cãi vã giữa Remy và Linguini, Remy kéo đàn của mình đến cướp thực phẩm trong kho. Linguini bắt gặp và đuổi chúng đi. Skinner, lúc này đã biết về kỹ năng ẩm thực của Remy, bắt Remy nhằm lợi dụng cậu tạo ra dòng thực phẩm đông lạnh mới cho hắn. Remy được cha mình Django và anh trai mình Emile giải thoát và trở lại nhà hàng và thấy Linguini chẳng thể nấu nướng gì khi không có Remy. Linguini nhận ra Remy, xin lỗi chú và nói cho các nhân viên biết sự thật. Toàn bộ đội ngũ đầu bếp bỏ đi bởi họ nghĩ rằng Linguini bị điên. Sau đó, Colette trở lại vì nhớ đến phương châm của Gusteau "Ai cũng có thể nấu ăn - Anyone can cook" từ quyển sách của ông bày trong một tiệm sách.
Vì các đầu bếp đã bỏ đi, chú chuột đầu đàn Django tìm đến với toàn bộ đàn chuột, đề nghị được giúp đỡ sau khi thấy được quyết tâm của con trai. Remy hướng dẫn đàn chuột nấu nướng cho khách trong khi Linguini làm bồi bàn. Về phần Anton, Remy và Colette tạo ra một phiên bản biến tấu của món ratatouille, gợi lại cho Anton những ký ức về các món ăn bình dân thuở nhỏ do mẹ ông làm. Sau bữa tối, Anton yêu cầu được gặp bếp trưởng; Linguini và Colette chờ toàn bộ khách hàng ra về mới giới thiệu Remy và đàn chuột với Anton. Khi biết được vị đầu bếp thực sự làm nên món ăn ấy, Anton, ban đầu tưởng đó là một trò đùa, dần dần xem trọng lời nói của Linguini. Ông cảm ơn cả ba người họ và lặng lẽ ra về. Trên nhật báo ngày hôm sau, Anton viết một bài phê bình sinh động, lạc quan và tự khiển trách mình, tuyên bố rằng bếp trưởng nhà hàng Gusteau "không gì ngoài danh hiệu đầu bếp giỏi nhất nước Pháp" – "nothing less than the finest chef in France".
Bất chấp bài phê bình tích cực, nhà hàng Gusteau vẫn bị đóng cửa vì một thanh tra y tế mà Skinner dẫn tới phát hiện ra sự xuất hiện của động vật gặm nhấm ở nhà hàng. Anton mất đi uy tín với tư cách là nhà phê bình. Tuy nhiên, Anton vẫn hăm hở đầu tư cho Remy, Linguini và Colette mở một quán ăn nhỏ rất được yêu thích, "La Ratatouille" và đàn chuột của Remy bây giờ đã có một tổ ấm mới là trên mái của quán Ratatouille ấy.

## Diễn viên lồng tiếng

### Dàn nhân vật chính
- Patton Oswalt vai Remy:
Remy là một chú chuột bẩm sinh có khứu giác và vị giác nhạy bén, ban cho cậu một tài năng thiên phú và niềm đam mê ẩm thực. Đạo diễn Brad Bird chọn Oswalt sau khi nghe về tiết mục hài liên quan đến ẩm thực của anh.[4]

- Ian Holm vai Skinner:
Skinner là một đầu bếp có dáng người nhỏ bé giữ vai trò bếp trưởng tại nhà hàng của Auguste Gusteau. Sau khi Gusteau qua đời, Skinner đã sử dụng nghệ dang Gusteau để tiêu thụ hàng loạt món thịt hâm bằng lò vi sóng rẻ tiền. Hành vi, dáng hình nhỏ bé và ngôn ngữ cơ thể của Skinner chủ yếu dựa trên Louis de Funès.[5]

- Lou Romano vai Alfredo Linguini:
Linguini là con trai của Auguste Gusteau và Renata Linguini. Anh cũng kết bạn với Remy để giúp chú chuột này thỏa mãn mơ ước nấu ăn trong nhà hàng.

- Brad Garrett vai Auguste Gusteau:
Họ và tên của nhân vật sử dụng phép đảo chữ cho nhau. Nhiều nhà phê bình tin rằng Gusteau lấy cảm hứng từ đầu bếp có thật là Bernard Loiseau; Loiseau đã tự tử sau khi truyền thông suy xét rằng nhà hàng hàng đầu của ông, La Côte d'Or, sẽ bị giáng cấp từ ba sao Michelin xuống hai sao.[6] La Côte d'Or là một trong những nhà hàng mà Bird và các cộng sự đã ghé thăm ở Pháp.

- Janeane Garofalo vai Colette Tatou:
Colette là bếp trưởng bộ phận (chef de partie) của Gusteau, lấy cảm hứng từ nữ đầu bếp người Pháp Hélène Darroze.[7][8]

### Dàn nhân vật phụ
- Brian Dennehy vai Django, cha của Remy và Emile cũng như thủ lĩnh của đàn chuột.
- Peter O'Toole vai Anton Ego, một nhà phê bình ẩm thực. Hình mẫu của nhân vật mô phỏng theo Louis Jouvet.
- Peter Sohn vai Emile, anh trai háu ăn của Remy.
- Will Arnett vai Horst, bếp phó người Đức của Skinner.
- Julius Callahan vai Lalo, người làm nước xốt (saucier) và đầu bếp chuyên món cá (poissonnier) của Gusteau. Callahan cũng lồng tiếng vai François, giám đốc quảng cáo xử lý khâu tiêu thụ những sản phẩm hâm bằng lo vi sóng của Gusteau.
- James Remar vai Larousse, người bảo quản thức ăn (garde manger) của Gusteau.
- John Ratzenberger vai Mustafa, nhân viên trực sảnh (chef de salle) của Gusteau.
- Teddy Newton vai Talon Labarthe, luật sư của Skinner
- Tony Fucile vai Pompidou, thợ làm bánh ngọt (patissier) của Gusteau. Anh cũng lồng tiếng Nadar Lessard, một viên thanh tra y tế do Skinner cử đến.
- Jake Steinfeld vai Git, một chú chuột từng bị thí nghiệm và thành viên trong đàn chuột của Django.
- Brad Bird vai Ambrister Minion, người quản gia của Anton Ego
- Stéphane Roux vai người tường thuật của kênh ẩm thực.
- Thomas Keller vai một vị khách quen cho bữa tối, người thường hỏi "Có gì mới không?" (what's new).

## Sản xuất
Jan Pinkava ra mắt khái niệm vào năm 2000, khi là người sáng tạo ra thiết kế, bối cảnh, các nhân vật và cốt truyện của phim, nhưng anh chưa bao giờ chính thức được chọn làm đạo diễn phim. Vì thiếu tự tin trong khâu phát triển cốt truyện của Pinkava, ban điều hành của Pixar đã bổ nhiệm Bird thay thế anh vào năm 2005. Bird bị bộ phim cuốn hút bởi khái niệm kì lạ và cuộc xung đột chèo lái nó: những con chuột thì sợ nhà bếp, nhưng một con chuột lại muốn làm việc trong đó. Bird cũng rất vui mừng khi bộ phim có thể được thực hiện dưới dạng một tác phẩm hài cơ thể hay, với nhân vật Linguini cung cấp những cảnh hoạt họa tràn đầy niềm vui bất tận. Bird viết lại cốt truyện với một thay đổi quan trọng. Anh đã giết Gusteau nhằm mở rộng vai trò cho Skinner và Colette, đồng thời cũng thay đổi ngoại hình của lũ chuột để chúng ít nhân hóa hơn.
Với dự định làm Chuột đầu bếp trở thành một góc nhìn tươi đẹp và lãng mạn về Paris, tạo cho phim một bản sắc riêng biệt so với những phim trước của Pixar, đạo diễn Brad Bird, nhà sản xuất Brad Lewis và một vài thành viên trong ê-kíp đã dành một tuần trong thành phố để hiểu chính xác về môi trường của thành phố, đi dạo phố bằng xe máy và ăn uống tại năm nhà hàng hàng đầu. Cũng có nhiều phân cảnh dựa trên nước trong phim, một trong những cảnh đó được đặt trong các ống cống và phức tạp hơn nhiều so với phân cảnh cá voi xanh trong Đi tìm Nemo. Một cảnh phim như vậy diễn ra khi Linguini bị ướt sau khi nhảy xuống sông Seine để tìm Remy. Một nhân viên của Pixar (điều phối viên bộ phận Shade/Paint là Kesten Migdal) từng nhảy xuống bể bơi của Pixar khi đang mặc bộ đồng phục và tạp dề của đầu bếp để xem những phần nào của bộ áo dính vào cơ thể và phần nào trở nên trong mờ khi bị thấm nước.
Chuột đầu bếp vốn dự kiến ra rạp vào năm 2006; tuy nhiên vào tháng 12 năm 2004, lịch chiếu phim bị đẩy sang năm 2007. Lý do cho việc này là Disney/Pixar đã thay đổi ngày phát hành của Vương quốc xe hơi từ tháng 11 năm 2005 sang tháng 6 năm 2006, do đó lịch chiếu Chuột đầu bếp cũng bị dời chiếu tới năm 2007.

## Nhạc phim
| Đánh giá chuyên môn | Đánh giá chuyên môn |
| Nguồn đánh giá      | Nguồn đánh giá      |
| Nguồn               | Đánh giá            |
| ------------------- | ------------------- |
| AllMusic            | [ 17 ]              |
| Empire              | [ 18 ]              |
| SoundtrackNet       | [ 19 ]              |

Brad Bird đã tái hợp với Michael Giacchino khi Giacchino đảm nhận phần soạn nhạc cho Chuột đầu bếp kể từ khi họ từng hợp tác với nhau trong Gia đình siêu nhân. Giacchino viết hai bài hát chủ đề cho Remy, một bài nói về xuất thân trộm cắp của cậu còn bài kia nói về những hi vọng và ước mơ của cậu. Ông cũng viết một bài hát chủ đề bạn thân cho cả Remy và Linguini; ca khúc bật lên khi họ ở bên nhau. Bên cạnh việc sáng tác nhạc nền, Giacchino là người viết bài hát chủ đề chính "Le Festin", nói về Remy và khao khát trở thành đầu bếp của cậu. Ông còn thuê ca sĩ Camille biểu diễn ca khúc "Le Festin" sau khi Giacchino nghe nhạc của cô và nhận ra rằng cô là lựa chọn hoàn hảo cho bài hát; vì thế bài hát được hát bằng tiếng Pháp trong tất cả các phiên bản phim.
Nhạc phẩm cho Chuột đầu bếp không chỉ giúp Giacchino nhận đề cử Oscar đầu tiên cho nhạc phim hay nhất mà còn giúp ông giành giải Grammy đầu tiên cho nhạc nền phim hay nhất. Giacchino tiếp tục trở lại Pixar để đảm nhận sáng tác nhạc phim bom tấn Vút bay vào năm 2009.
| STT | Nhan đề                            | Thời lượng |
| --- | ---------------------------------- | ---------- |
| 1.  | "Le Festin" (do Camille trình bày) | 2:50       |
| 2.  | "Welcome to Gusteau's"             | 0:38       |
| 3.  | "This Is Me"                       | 1:41       |
| 4.  | "Granny Get Your Gun"              | 2:01       |
| 5.  | "100 Rat Dash"                     | 1:47       |
| 6.  | "Wall Rat"                         | 2:41       |
| 7.  | "Cast of Cooks"                    | 1:41       |
| 8.  | "A Real Gourmet Kitchen"           | 4:18       |
| 9.  | "Souped Up"                        | 0:50       |
| 10. | "Is It Soup Yet?"                  | 1:16       |
| 11. | "A New Deal"                       | 1:56       |
| 12. | "Remy Drives a Linguini"           | 2:26       |
| 13. | "Colette Shows Him le Ropes"       | 2:56       |
| 14. | "Special Order"                    | 1:58       |
| 15. | "Kiss & Vinegar"                   | 1:54       |
| 16. | "Losing Control"                   | 2:04       |
| 17. | "Heist to See You"                 | 1:45       |
| 18. | "The Paper Chase"                  | 1:44       |
| 19. | "Remy's Revenge"                   | 3:24       |
| 20. | "Abandoning Ship"                  | 2:55       |
| 21. | "Dinner Rush"                      | 5:00       |
| 22. | "Anyone Can Cook"                  | 3:13       |
| 23. | "End Creditouilles"                | 9:16       |
| 24. | "Bài chủ đề Ratatouille"           | 2:09       |

## Phát hành
Ngày 22 tháng 6 năm 2007, buổi lễ ra mắt toàn cầu của Chuột đầu bếp diễn ra tại Kodak Theatre ở Los Angeles.. Lịch chiếu thương mại của phim bắt đầu sau một tuần, khi phim ngắn Lifted chiếu trước Chuột đầu bếp trong rạp. Trước đó vào đầu năm Lifted từng nhận một đề cử Oscar cho phim hoạt hình ngắn hay nhất. Ngày 16 tháng 6 năm 2007, một buổi chiếu thử phim diễn ra tại Harkins Cine Capri Theater ở Scottsdale, Arizona, tại đó một đại diện của Pixar có mặt để thu thập phản hồi của khán giả. CEO của Disney là Bob Iger công bố một bản tái phát hành chiếu rạp sắp tới của phim ở định dạng 3D trong các buổi họp cổ đông của Disney vào tháng 3 năm 2014.

### Tiếp thị
Trailer cho Chuột đầu bếp ra mắt đúng vào dịp phát hành bộ phim chiếu tiền nhiệm là Vương quốc xe hơi. Trailer mô tả một phân cảnh gốc, nơi Remy bị bắt trên xe đẩy pho mai trong khu vực ăn của nhà hàng, khi cậu lấy mẫu pho mát và vừa đào tẩu thành công, xen kẽ với những phân cảnh riêng về chú chuột giải thích trực tiếp cho khán giả vì sao cậu lại mạo hiểm như thế. Giống như hầu hết các teaser trailer của Pixar, phân cảnh này không xuất hiện trong bản phim cuối cùng.
Trailer thứ hai được phát hành vào ngày 23 tháng 3 năm 2007. Ratatouille Big Cheese Tour khai màn vào ngày 11 tháng 5 năm 2007, với những màn biểu diễn nấu ăn và một buổi xem trước phim. Diễn viên lồng tiếng Lou Romano đã tham dự một chặng của tour diễn ở San Francisco để ký tặng khán giả.
Disney và Pixar từng tiến hành mang một loại rượu vang nhãn hiệu Ratatouille do Pháp sản xuất đến các cửa hàng Costco vào tháng 8 năm 2007, nhưng những kế hoạch bị bỏ dở bởi khiếu nại từ viện rượu vang California, khi họ trích dẫn những tiêu chuẩn về đóng nhãn hạn chế sử dụng các nhân vật hoạt hình để tránh thu hút những người uống dưới tuổi cho phép.

## Đón nhận

### Đánh giá chuyên môn
Trên trang hệ thống tổng hợp kết quả đánh giá Rotten Tomatoes, Chuột đầu bếp nhận được 96% lượng đồng thuận dựa theo 245 bài đánh giá, với điểm trung bình là 8.5/10. Các chuyên gia của trang web nhất trí rằng, "Với nhịp độ nhanh và tràn đầy sinh khí tuyệt vời, Chuột đầu bếp bổ sung thêm một lối giải trí hấp dẫn khác—và có lẽ phần nào đó là một anh hùng—đối với tiêu chuẩn của Pixar". Trên trang Metacritic, phim đạt số điểm rất cao là 96 trên 100 dựa trên 37 nhận xét, qua đó trở thành phim có điểm số cao nhất trong các phim của Pixar và phim được đánh giá cao thứ 21 trên trang web.
A. O. Scott của nhật báo The New York Times gọi Chuột đầu bếp là "một tác phẩm nghệ thuật đại chúng gần như hoàn hảo, cũng như một trong những bức chân dung thuyết phục nhất về một nghệ sĩ từng hết lòng với bộ phim"; bắt chước nhân vật Anton Ego trong phim, ông kết thúc bài nhận xét của mình với một lời "cảm ơn" đơn giản trước những nhà sáng tạo phim. Wally Hammond của Time Out chấm phim năm trên năm sao và nhận xét, "một bài kiểm tra dành cho trẻ nhỏ, có thể là một chút hoài cổ cũng như sự thống trị của nam giới cũng như nhà bếp hiện đại, nhưng đây chỉ là những phép chơi chữ về chất liệu bổ sung thú vị này đến đền thờ Pixar". Andrea Gronvall của Chicago Reader đưa ra một bài đánh giá tích cực về phim, ông viết, "lần hợp tác thứ hai của Brad Bird với Pixar mang nhiều tham vọng và trầm tư hơn so với tác phẩm giành giải Oscar Gia đình siêu nhân của anh".

### Doanh thu phòng vé
Trong dịp cuối tuần mở màn ở Bắc Mỹ, Chuột đầu bếp mở màn tại 3.940 rạp chiếu và ra mắt ở vị trí quán quân với 47 triệu USD, doanh thu mở màn thấp nhất của Pixar kể từ Đời con bọ. Tuy nhiên tại nơi phim đặt bối cảnh là Pháp, tác phẩm đã phá vỡ kỷ lục phim hoạt hình có doanh thu thu mở màn lớn nhất. Tại Anh Quốc, bộ phim ra mắt ở vị trí quán quân với doanh thu hơn 4 triệu bảng. Tác phẩm thu về tổng cộng 206,4 triệu USD chỉ tính riêng tại hai thị trường Mỹ và Canada, và tổng doanh thu toàn cầu là 623,7 triệu USD, qua đó trở thành phim có doanh thu cao thứ bảy trong lịch sử Pixar.

### Giải thưởng
Tại lễ trao giải Oscar lần thứ 80, Chuột đầu bếp đã xuất sắc giành giải Oscar cho phim hoạt hình hay nhất và nhận bốn đề cử khác: nhạc phim hay nhất (thua Chuộc lỗi), biên tập âm thanh xuất sắc nhất, hòa âm hay nhất (cả hai hạng mục thua Tối hậu thư của Bourne) và kịch bản gốc xuất sắc nhất (thua Juno). Tại thời điểm đó, tác phẩm phá kỷ lục phim điện ảnh hoạt hình máy tính có nhiều lượng đề cử Oscar nhất, phá vỡ kỷ lục bốn đề trước đó do Công ty Quái vật, Đi tìm Nemo và Gia đình siêu nhân cùng nắm giữ, nhưng là phim điện ảnh hoạt hình cũng giữ năm đề cử như Aladdin. Năm 2008, Rô-bốt biết yêu xô đổ kỷ lục trên của Chuột đầu bếp với sáu đề cử. Tính đến năm 2013, Chuột đầu bếp, Vút bay và Câu chuyện đồ chơi 3 đồng hạng về phim hoạt hình có số lượng đề cử Oscar cao thứ hai. Trong khi đó Người đẹp và quái thú vẫn giữ kỷ lục là phim điện ảnh hoạt hình có nhiều đề cử Oscar nhất (6 đề cử).
Ngoài ra, Chuột đầu bếp còn giành 13 đề cử giải Annie khác, trong đó có hai đề cử cho Hiệu ứng hoạt hình xuất sắc nhất, và ba đề cử cho Diễn xuất lồng tiếng xuất sắc nhất trong một phim hoạt hình, dành cho Janeane Garofalo, Ian Holm và Patton Oswalt; Ian Holm là người chiến thắng hạng mục này. Tác phẩm cũng giành giải phim hoạt hình hay nhất từ nhiều hiệp hội uy tín như Hiệp hội phê bình phim Chicago, Ủy ban Quốc gia về Phê bình Điện ảnh, Hiệp hội Phê bình Phim Phát sóng, Giải thưởng Điện ảnh Viện Hàn lâm Anh quốc (BAFTA) và Quả cầu vàng.